# Diócesis de Lentini
La diócesis de Lentini (en latín: Dioecesis Leontina) fue una sede de la Iglesia católica, suprimida en el siglo IX y restablecida como diócesis titular en 1968.

## Historia

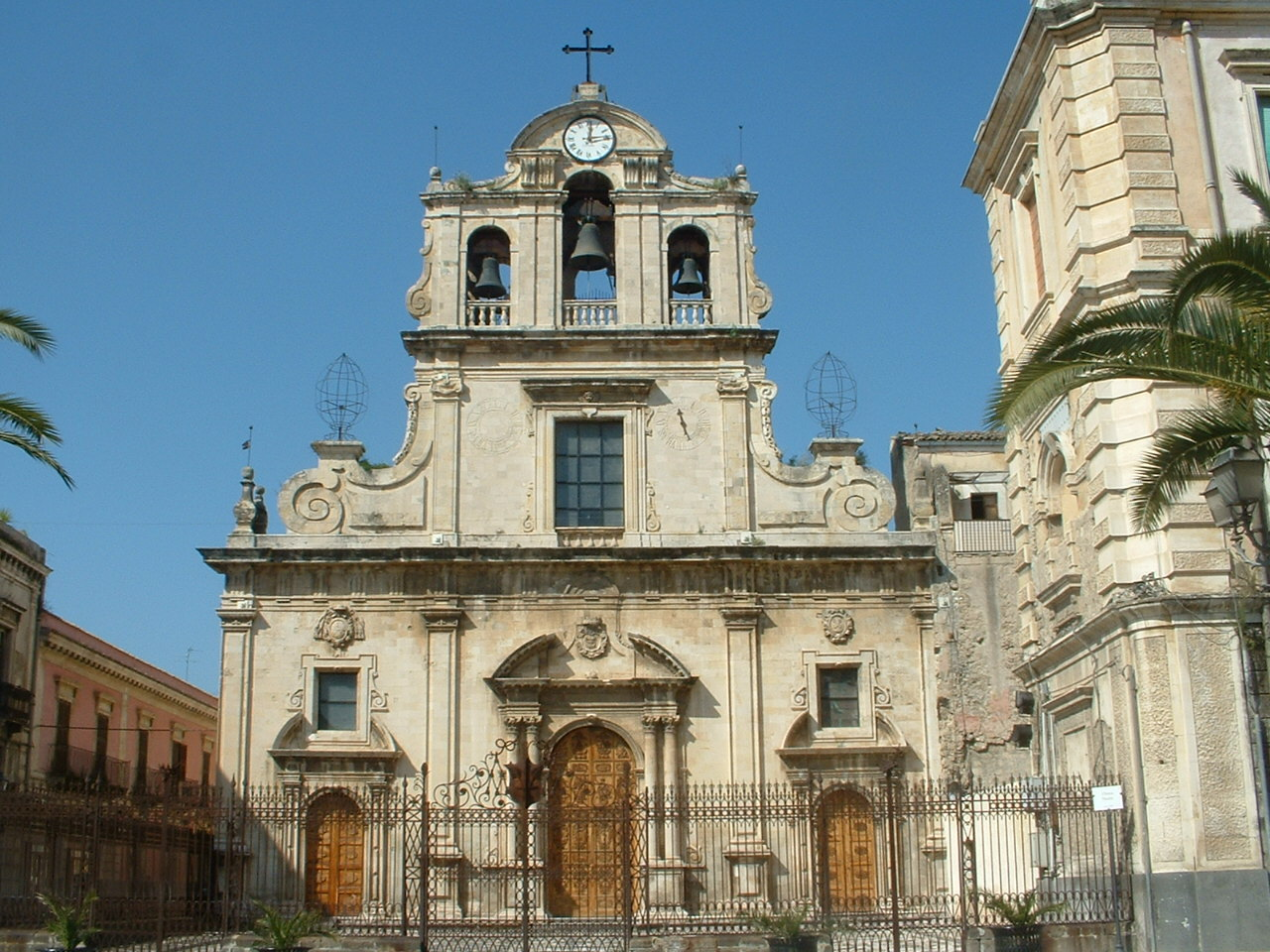
Iglesia de San Alfio en la ciudad de Lentini, Italia, que en un tiempo fuera la catedral de la diócesis homónima.

Son escasas las noticias respecto al origen y la formación de la diócesis de Lentini, legada a la memoria de los santos Alfio, Cirino y Filadelfo, mártires durante la persecución de Decio o Valeriano. En la Passio de dichos mártires, compuesta por monjes griegos entre los siglos VII y IX, se menciona al primer obispo de Lentini, Neófito, quien antiguamente había sido perseguidor de cristianos con el nombre de Alessandro. Dicho obispo se convierte al cristianismo y es bautizado por Agatón, primer obispo de Lipari.
Sin embargo, el primer obispo históricamente documentado es Pulo, mencionado en dos cartas del papa Gregorio Magno, una de 602 y otra de 603. El sucesor de este fue Luciano, que habría tomado parte al concilio romano de 649. El obispo más famoso es ciertamente Constantino, quien vivió hacia la segunda mitad del siglo VIII, al cual, durante la controversia iconoclasta, la emperatriz Irene de Atenas le encarga de portar una carta de invitación al concilio de Constantinopla, al papa Adriano I. Participó además del Concilio de Nicea II de 787.
Tras la invasión árabe de Sicilia, no se tienen más noticias de las diócesis de la isla ni de la situación de los cristianos. Probablemente como todas las otras, Lentini fue suprimida hacia el siglo IX. En 1968 fue restablecida como sede episcopal titular de la Iglesia católica; el actual obispo titular es Marek Marczak, obispo auxiliar de Łódź.

## Episcopologio

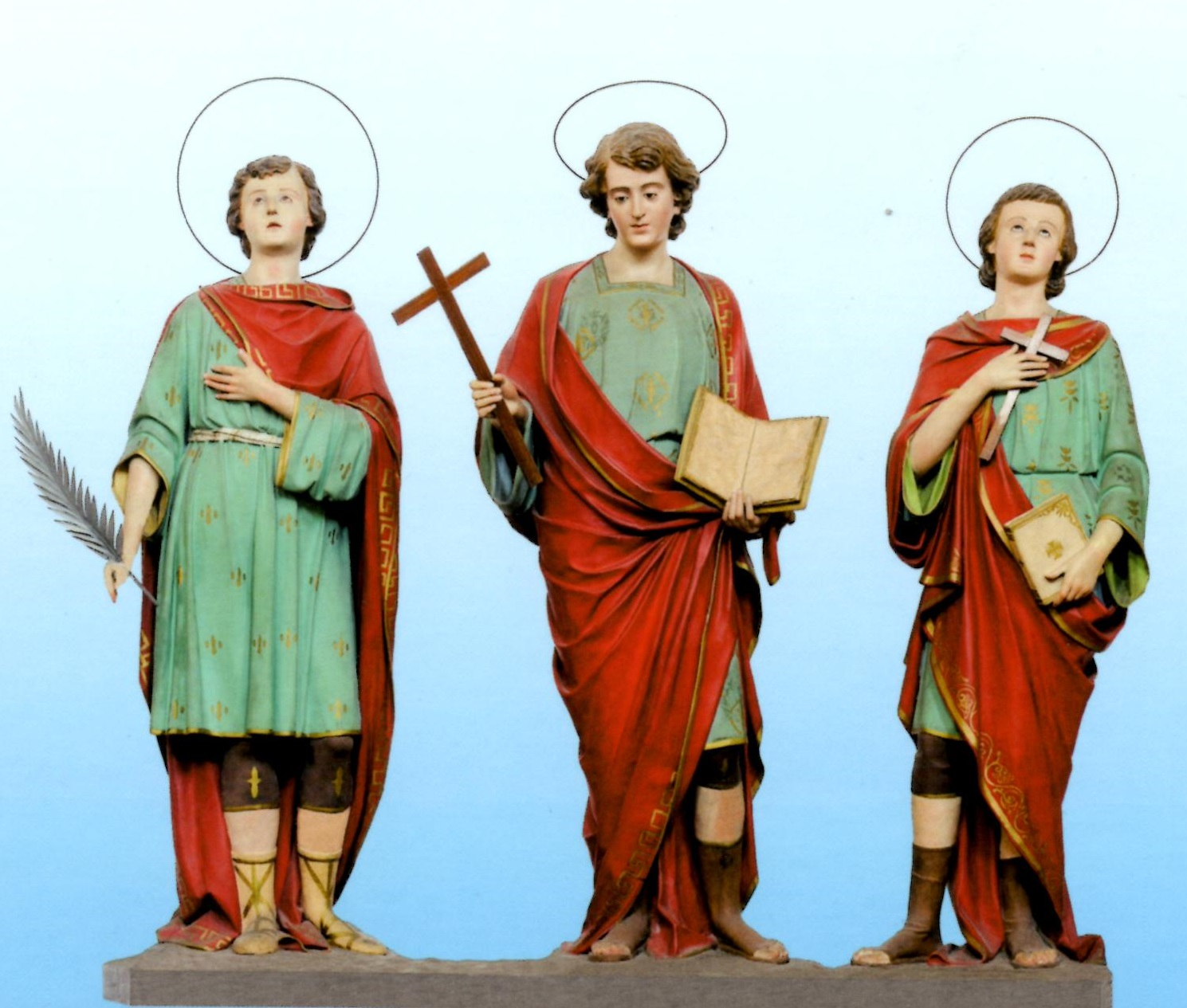
La Passio de los mártires Filadelfo, Alfio e Cirino, relata la historia del primer obispo de Lentini. Imágenes de la Iglesia de Santa Caterina de Paternò (Sicilia).

- San Neofito †[4]
- San Rodippo †
- Crispo †
- Teodosio Maratonide †
- Feliciano †
- Herodion †
- Teodosio †
- Crescenzio †
- San Luciano I †
- Alessandro †
- Lucido †
- Luciano II †
- Costantino †

## Obispos titulares
- Joseph Crescent McKinney † (1968 - 2010)[5]
- Józef Górzyński (2013 - 2015)
- Marek Marczak (2015 - titular)